# Parc national des Îles-de-Boucherville
Der Parc national des Îles-de-Boucherville ist einer der 27 Nationalparks in der kanadischen Provinz Québec. Dort entspricht ein Parc national dem, was in den übrigen Provinzen als Provincial Park bezeichnet wird. Der Park wird von Sépaq (französisch Société des établissements de plein air du Québec bzw. englisch Society of outdoor recreation establishments of Quebec) betrieben.
Der Park entspricht der zum Hochelaga-Archipel gehörenden Inselgruppe Îles de Boucherville im Sankt-Lorenz-Strom und liegt im äußersten Süden der Provinz bei Boucherville östlich von Montreal. Die Aufgabe des 1984 eingerichteten, nur 8,14 km² großen Parks besteht darin, Flora und Fauna des Gebiets zu erhalten und für den Schutz der aus dem späten 17. Jahrhundert stammenden Gebäude der französischen Kolonialzeit zu sorgen. Die Regierung der Provinz wollte bei Parkgründung Immobilienspekulanten zuvorkommen und kaufte das Gebiet auf.

## Geschichte
An der Fundstätte, die nach dem Borden-System mit BjFi-7 bezeichnet wird, fanden sich zahlreiche bauliche Überreste aus der französischen Kolonialzeit. Sie gehörten zum Haus Boucher-de-Grosbois, das Ende des 17. Jahrhunderts errichtet wurde. Die Grosbois-Insel wurde im 20. Jahrhundert für Vergnügungsausflüge genutzt. Dazu gehörte etwa eine Pferderennbahn, Kioske und Buden, Pavillons und Ausstellungsräume. Die Vergnügungsmeile war als Parc Edward II bekannt. Die Zusammenarbeit mit der örtlichen Société d’histoire des Îles-Percées, des örtlichen Geschichtsvereins, wurde erst 2010 aufgenommen.
Seit dem 17. Jahrhundert wurde auf den Inseln Landwirtschaft betrieben. Die gemischte Kultur wurde um 1964 durch Monokultur ersetzt, so dass nur noch Mais angepflanzt wurde. Bei Einrichtung des Parks wurden so immer noch 248 ha innerhalb des Schutzgebiets bearbeitet. Bis 2008 ging diese Fläche auf 64 ha zurück. Inzwischen wurde die Landwirtschaft endgültig beendet. 1974 fanden erste Untersuchungen an den Fischlaichplätzen statt, die wesentlich dazu beitrugen, das Gebiet unter Schutz zu stellen.

## Fauna
Die Landkarten-Höckerschildkröte, hier tortue géographique genannt, wurde erstmals 2003 in einem Inventar aufgenommen. Sie lebt vor allem in den Marais, den Feuchtgebieten des Nordarms des Chenal Grande-Rivière und auf der Charron-Insel. Auch bedrohte Schlangen, wie die Siegelring-Schwimmnatter (Nerodia sipedon) leben im Park.
An Säugetieren wurden Kojoten und Füchse gezählt, ähnliches gilt für die kleinen Säugetiere im Park. Sumpfvögel wurden zuletzt 1974 gezählt. 2010 sollten die Bestände vor allem auf der Saint-Jean-Insel erfasst werden. Insekten wurden 2008 untersucht.